# Australian Shepherd
Der Australian Shepherd (engl. für Australischer Schäferhund) ist eine von der FCI seit 1996 anerkannte Hunderasse aus den USA (FCI-Gruppe 1, Sektion 1, Standard Nr. 342). Der führende Zuchtverband für den Australian Shepherd ist der Australian Shepherd Club of America (ASCA), der 1957 das erste Zuchtbuch für die Rasse eröffnete.

## Herkunft und Geschichtliches

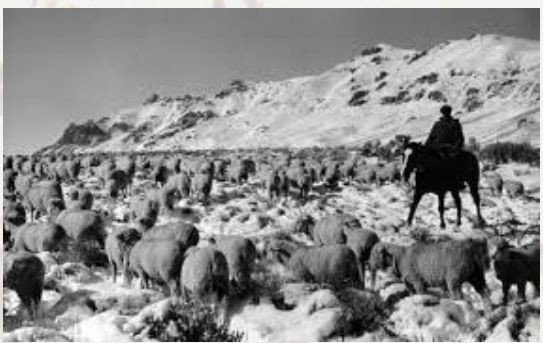
Baskischer Hirte im kalifornischen Winter mit Schafen

Der züchterische Ursprung des Australian Shepherd liegt trotz seines Namens in Nordamerika. Der AKC beschreibt das so: eine Europäische Hunderasse, die in Australien perfektioniert wurde. Laut FCI hat er den Namen Australischer Schäferhund erhalten, weil angenommen wird, dass um 1800 baskische Schafhirten bei ihrer Einwanderung von Australien nach Amerika diese Hunde mitbrachten und in der Schafzucht tätig waren. Schon in Hinsicht auf die nicht angesehene Schafzucht waren die Basken unbeliebt und waren gezwungen, unter sich zu bleiben. 1921 wurde die baskische Einwanderung durch das National Origins Quota Act praktisch lahmgelegt; dieses Gesetz limitierte die Immigration aus dem Süden und Osten Europas. Nach dem Zweiten Weltkrieg waren Arbeitskräfte knapp, die Schafindustrie kam in die Krise. Deshalb erlaubte der Senator Pat McCarran aus Nevada 1952 erneut die Einwanderung von 500 baskischen Hirten. Das erste Register wurde vom 1957 in Arizona gegründeten Australian Shepherd Club of America (ASCA) eröffnet. 1966 wurde daneben die International Australian Shepherd Association (IASA) gegründet. ASCA und IASA schlossen sich 1980 zu einem Club zusammen und sind seither zum größten Rasseclub Nordamerikas geworden.
Der aktuelle Rassestandard des ASCA trat 1977 in Kraft. Seit den frühen 1990er Jahren führt der American Kennel Club (AKC) ein Zuchtbuch für Australian Shepherds und hat auch einen eigenen Rassestandard entwickelt, der im Januar 1993 in Kraft trat. Erst seit 1996 ist der Australian Shepherd eine von der Fédération Cynologique Internationale (FCI) anerkannte Rasse. Der aktuelle Rassestandard stammt vom 5. Juni 2009. In Europa findet man Australian Shepherds erst seit den 1970er Jahren, seitdem aber immer öfter. In Deutschland ist der Club für Australian Shepherd (CASD) seit 2001 erster zuchtbuchführender Verein.

## Beschreibung
Der Australian Shepherd besitzt einen ausgeglichenen Körperbau von mittlerer Größe und Knochenstärke. Die Rüden sollten laut FCI-Standard zwischen 50,8 und 58,5 cm, die Hündinnen zwischen 45,7 und 53,4 cm groß sein, jedoch sollte Qualität nie der Größe geopfert werden. Das Fell ist halblang, wetterbeständig und besitzt eine dichte Unterwolle, wobei das Deckhaar glatt bis leicht gewellt ist. Das Haar ist kurz und glatt am Kopf, an der Außenseite der Ohren, der Vorderseite der Vorderbeine und unterhalb der Sprunggelenke.
Es wird unterschieden zwischen folgenden Grundfarben:
- black (schwarz)
- red (rot)
- blue-merle (marmoriertes Schwarz mit grauer Grundfarbe)
- red-merle (marmoriertes Rot/Braun mit hellroter/beiger Grundfarbe)

Jede dieser Grundfarben kann für sich alleine stehen oder mit weißen und/oder kupferfarbenen Abzeichen kombiniert werden. Somit ergeben sich 16 mögliche Farbvarianten – 4 Grundfarben mal 4 möglichen Abzeichenkombinationen (ohne/weiß/kupfer/kupfer und weiß).
- solid black
- solid red
- blue-merle
- red-merle
- black-bi (white)
- black-bi (copper)
- red-bi (white)
- red-bi (copper)
- blue-merle (white)
- blue-merle (copper)
- red-merle (white)
- red-merle (copper)
- black-tri
- red-tri
- blue-merle white/copper
- red-merle white/copper

Bei allen Farben sind die Bereiche um die Augen und Ohren überwiegend von anderen Farben als weiß beherrscht. Weiße Stellen am Körper oder völlig unpigmentierte Nasen (Dudley Nose) sind disqualifizierende Fehler.

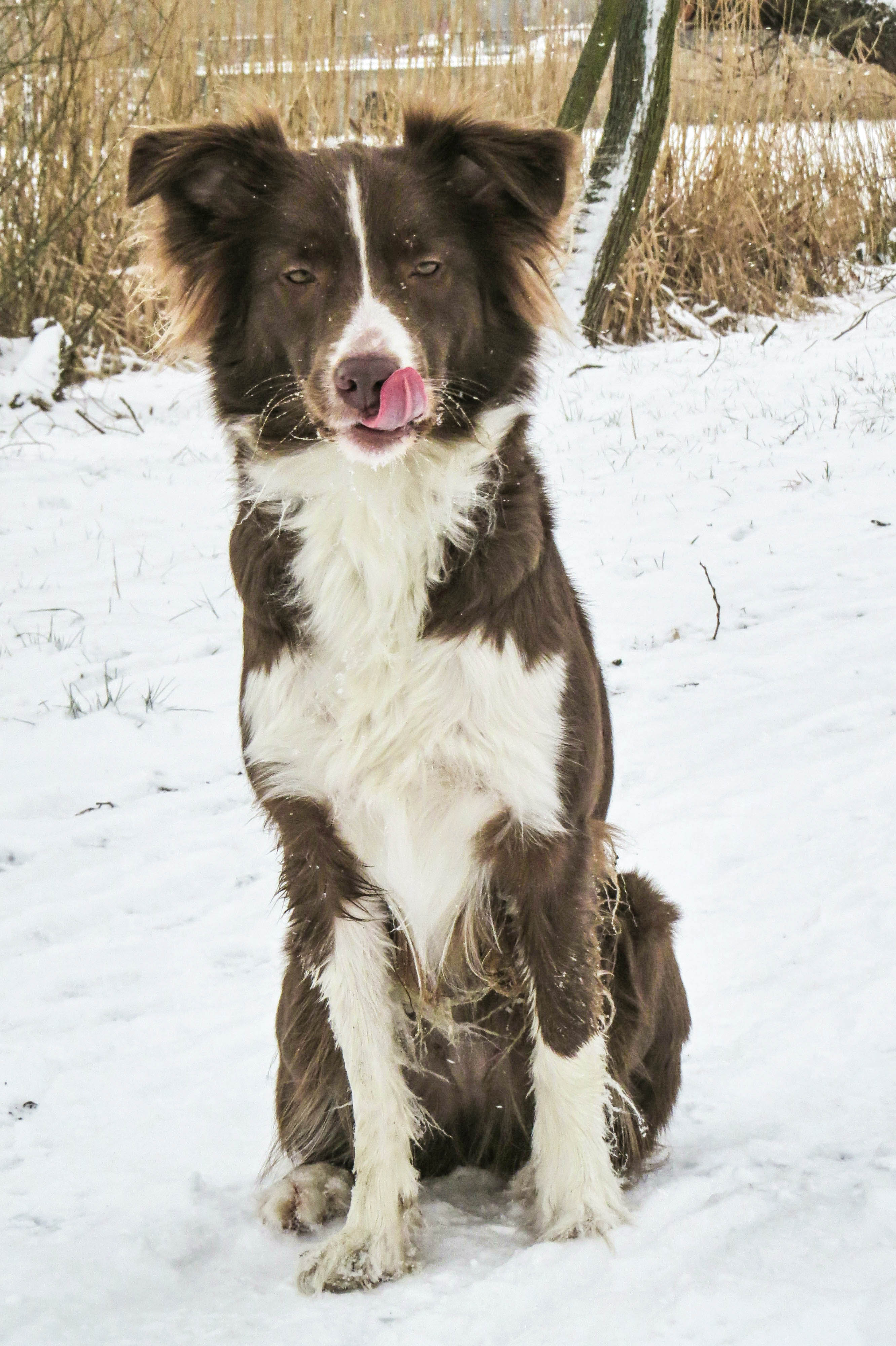
Australian Shepherd, Red bi,
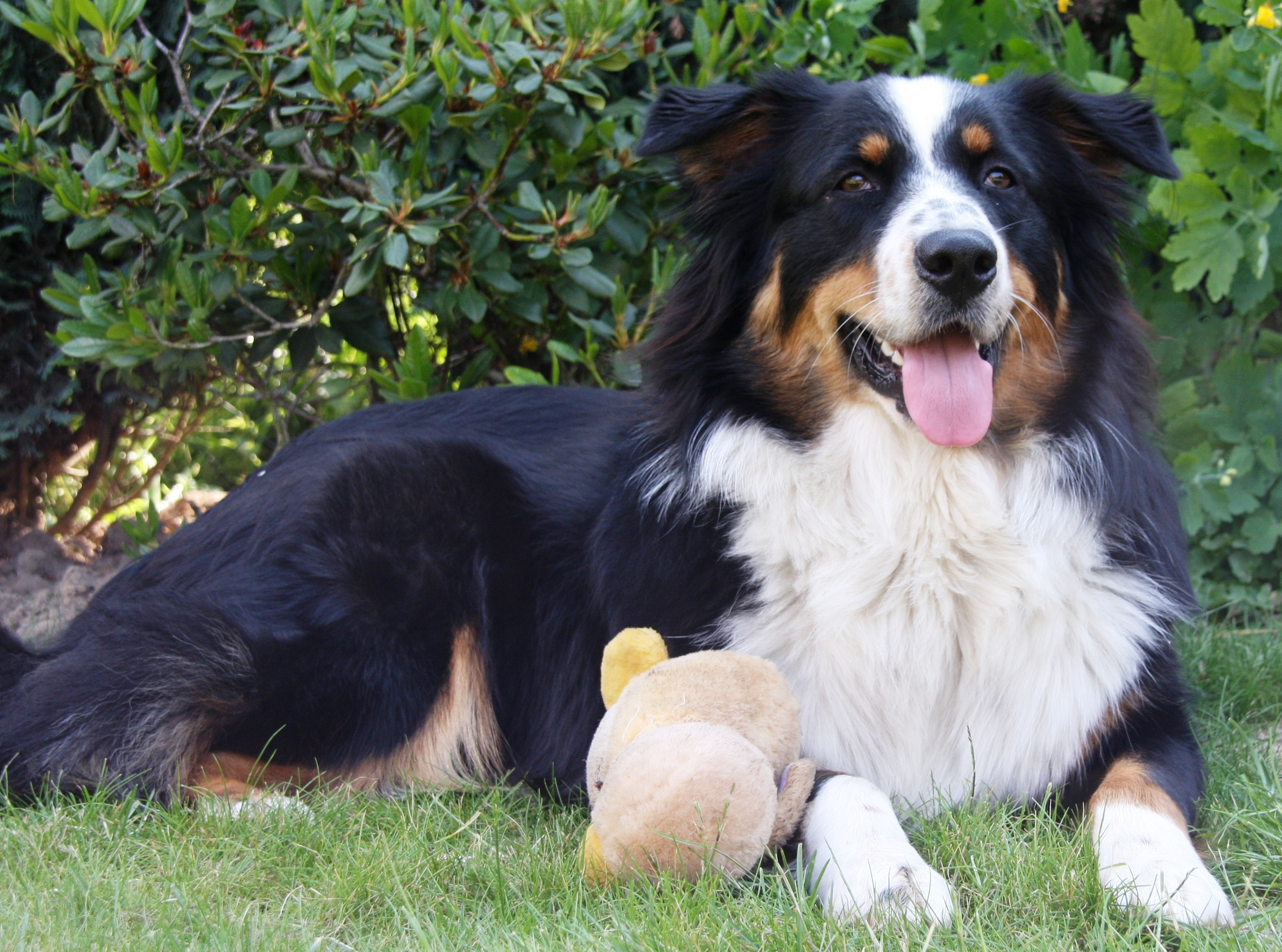
Black-Tri
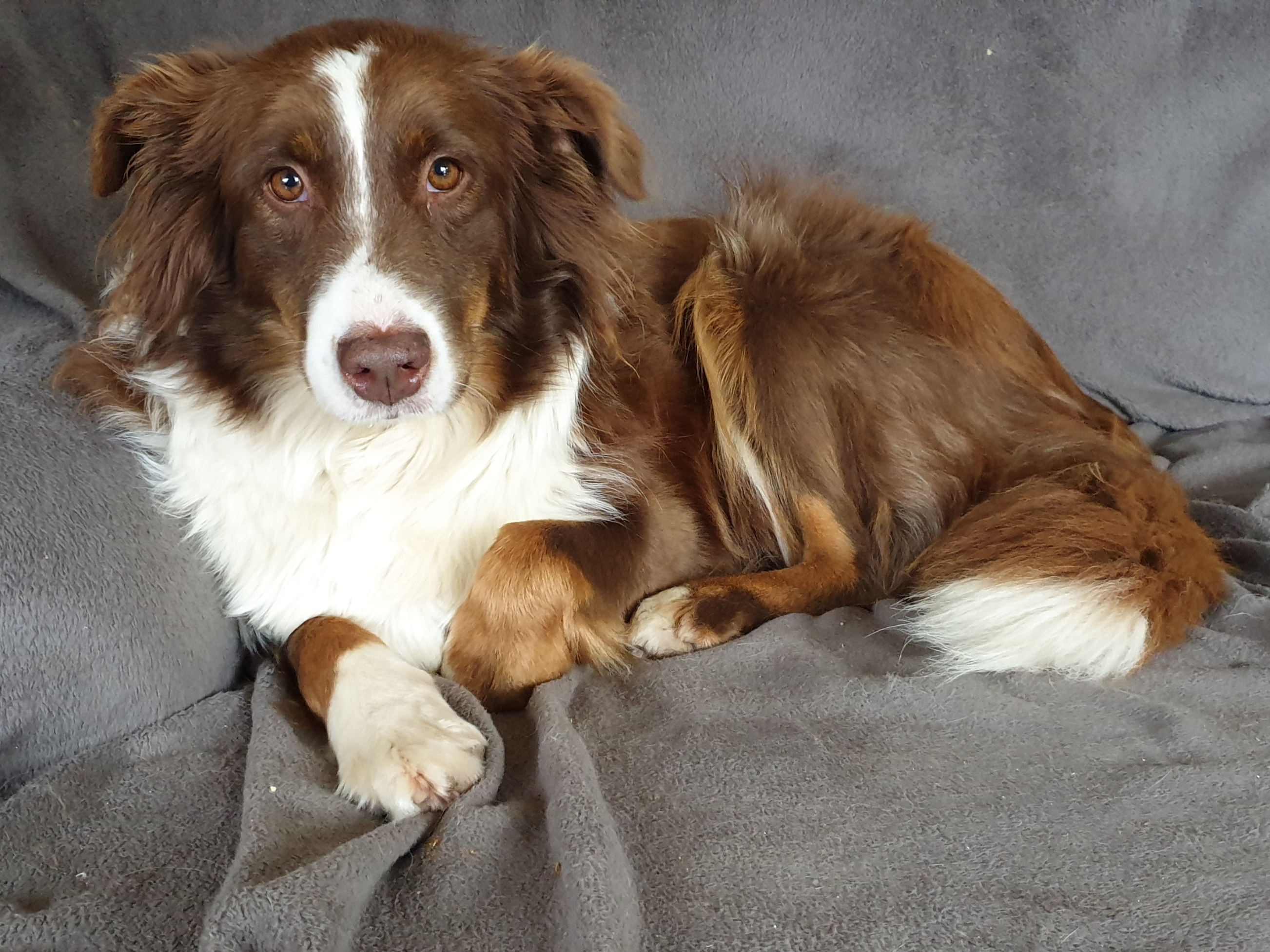
Red-Tri
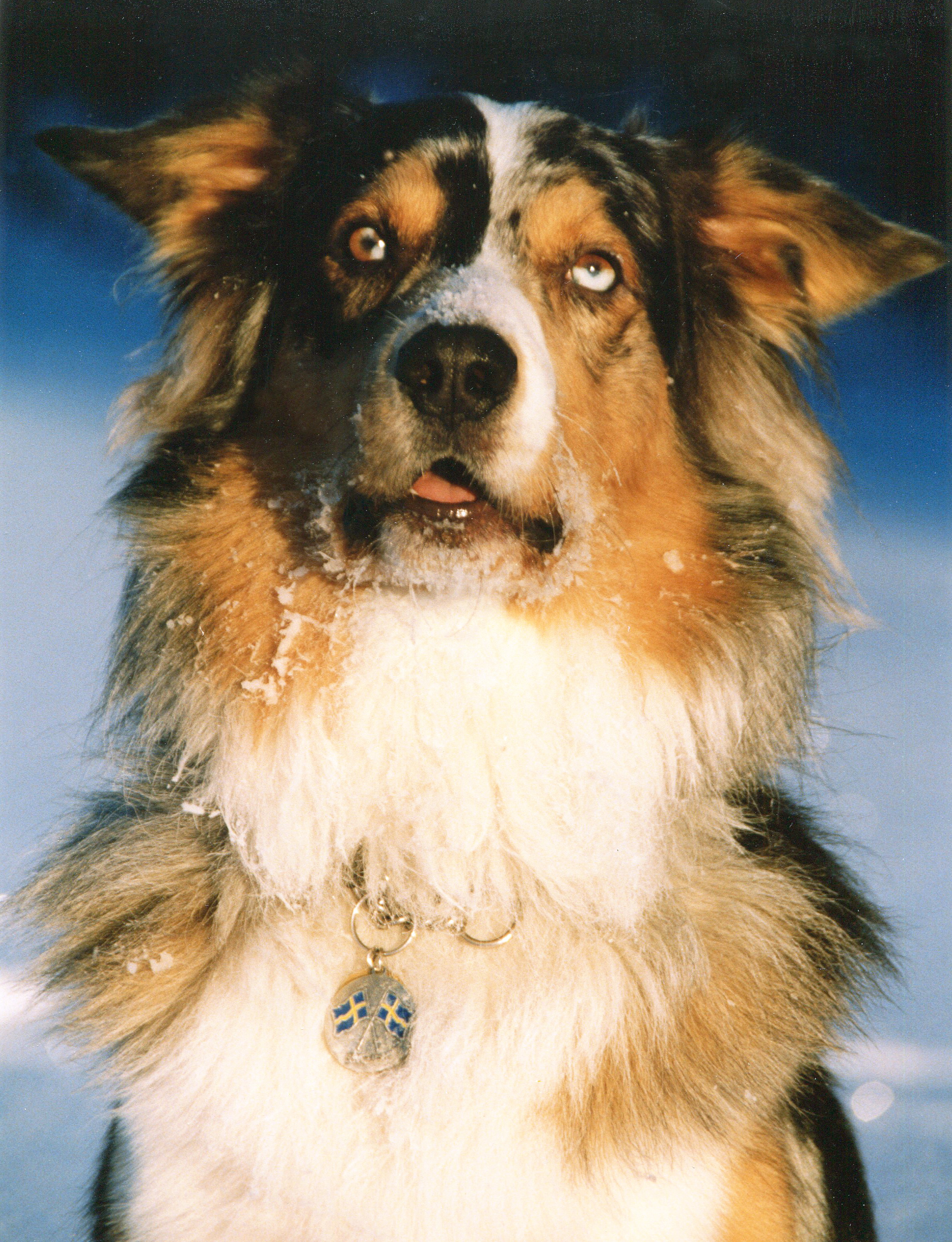
Blue-merle white/copper
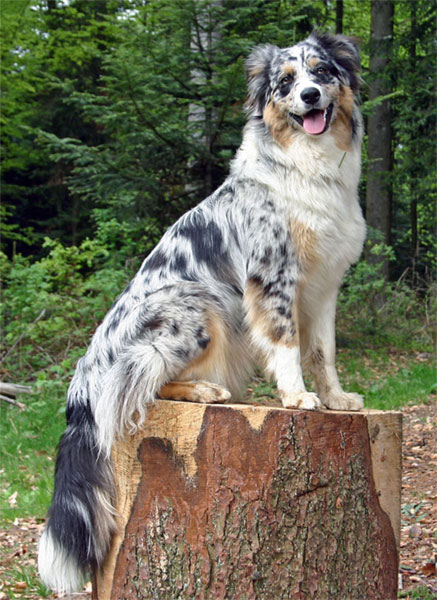
Blue Merle White/Copper
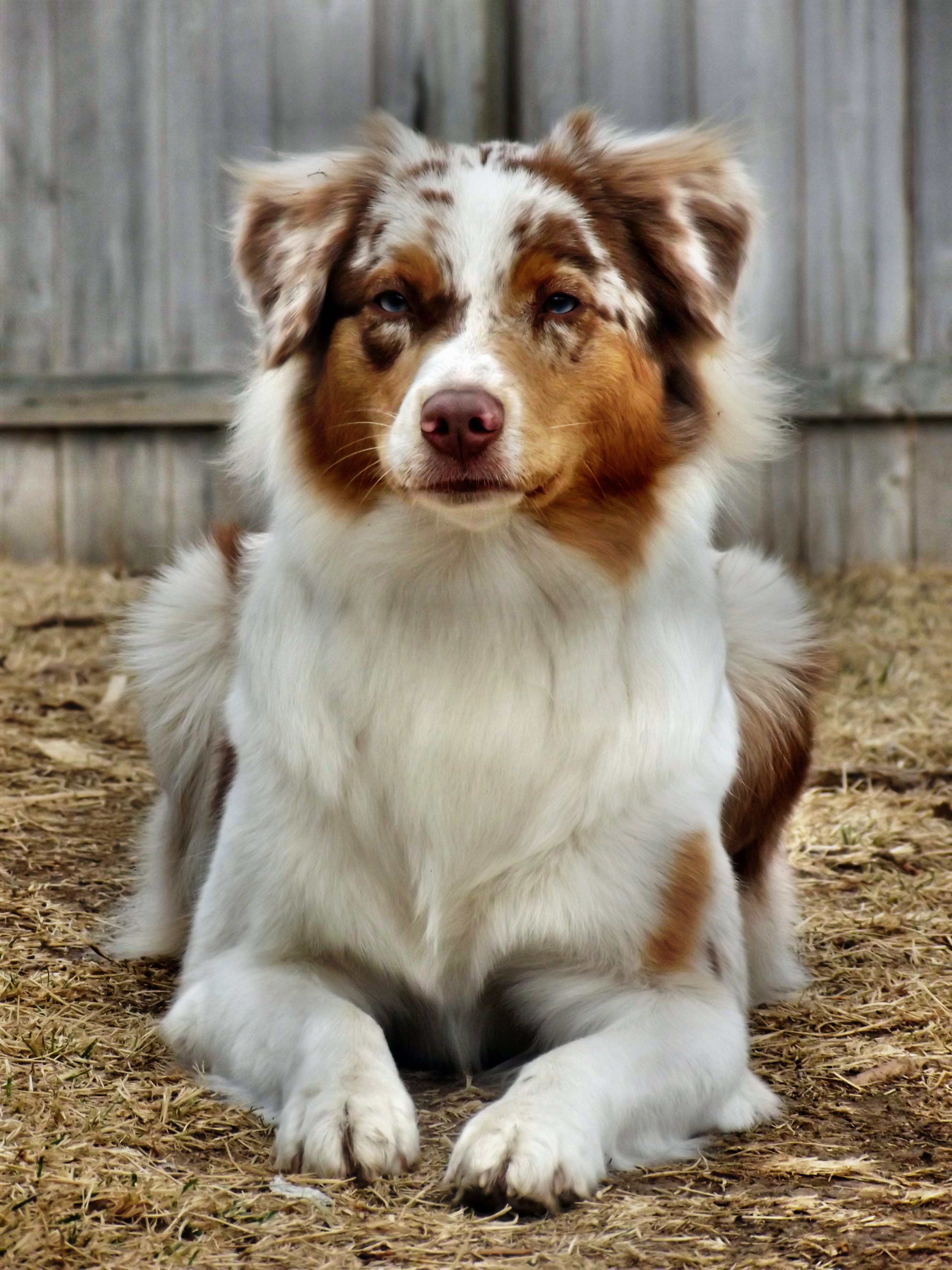
Red Merle White/Copper

Charakteristisch für einige Hunde dieser Rasse ist die angeborene Stummelrute (NBT = Natural bobtail). Der Standard der FCI erlaubt sowohl die natürliche Stummelrute als auch die kupierte Rute von maximal 10 cm. Kupierte Ruten sind nur in Ländern zugelassen, in denen diese Praxis nicht verboten ist. Die Augen des Hundes sind mandelförmig und von mittlerer Größe. Farben sind Blau, Braun, Bernsteinfarben (Amber) oder jede andere Variation oder Kombination dieser Farben, einschließlich Flecken und Marmorierung. Die Kippohren sind dreieckig und an der Spitze leicht abgerundet. Stehohren und Hängeohren sind schwere Fehler. Der Kopf ist in guter Proportion zum Körper, der Stop ist mittelmäßig ausgeprägt, aber deutlich erkennbar. Die Vorderhand steht im rechten Winkel zu Boden. Die Hinterhand ist gut gewinkelt, jedoch muss der Rücken gerade sein und darf erst ab der Kruppe mäßig abfallen. Wolfskrallen werden entfernt. Der Gang ist leicht, frei, weich, raumgreifend und ausbalanciert.

## Wesen
Da der Australian Shepherd für die Hütearbeit gezüchtet wurde, gehören Hunde dieser Rasse nur in die Hände von aktiven, sportlichen Besitzern, die die Hunde beschäftigen und auslasten können. Eine rein körperliche Beschäftigung wie Spazierengehen oder Fahrradfahren reicht nicht aus, um einen Australian Shepherd zu fordern. Anspruchsvolle Aktivitäten beim Hundesport bieten sich zur physischen und mentalen Auslastung an.
Behörden und Rettungsdienste setzen die Rasse zur Fährtenarbeit und zum Aufspüren von Drogen ein. Bei artgerechter Auslastung sind Australian Shepherds auch als Familienhunde geeignet. Der Australian Shepherd ist in der Regel ein intelligenter und gelehriger Hund, der seinem Besitzer gefallen möchte.

## Rassespezifische Erkrankungen
Wie bei Collies tritt beim Australian Shepherd der MDR1-Defekt auf, der eine Überempfindlichkeit gegenüber mehreren Arzneistoffen hervorruft. 6,9 % der untersuchten Hunde sind reinerbig für den Defekt; daraus ergibt sich ein Anteil der Merkmalsträger an der Grundgesamtheit von 45,6 % (darunter sind folglich 38,7 % gemischterbig).
Ebenfalls vorhanden sind Epilepsie, Katarakt, Hüftgelenks- und Ellenbogendysplasie (HD/ED), Autoimmunkrankheiten, Gebissfehler, Allergien, Schilddrüsen- und Herzprobleme. Diese Krankheiten nahmen in den letzten Jahren vermehrt zu, was sicherlich auch an dem Boom in der Zucht und der damit teilweise ungeregelten Vermehrung dieser Rasse lag.

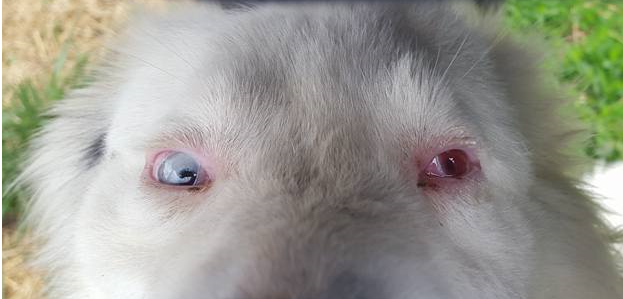
Hund aus Merle-Merle-Verpaarung. Ein sehbehindertes und ein blindes Auge. Der Hund ist beidseitig taub.

Eine von vielen Formen des erblichen Kataraktes wird beim Australian Shepherd autosomal dominant vererbt. Ursache ist ein Defekt im HSF4-Gen. Es gibt einen Gentest zum Nachweis.
Bei Merle x Merle-Verpaarungen kann es zu schweren Defekten wie Blindheit oder Taubheit kommen. Solche Paarungen sind darum in der Schweiz und Deutschland durch die Gesetzgebung verboten. In Deutschland werden sie als Qualzucht bezeichnet.